# Damage, Inc. Tour
Damage,  Inc. Tour – czwarta trasa koncertowa zespołu Metallica, w jej trakcie 
odbyły się 142 koncerty. W 1986 roku trasa obejmowała 74 koncerty w Stanach Zjednoczonych i 15 w Europie. W 1987 roku trasa obejmowała 26 koncertów w Europie.
Po koncercie w Sztokholmie Cliff Burton zginął na oblodzonej drodze w czasie podróży do Kopenhagi. Sześć tygodni po jego śmierci zastąpił go Jason Newsted z zespołu Flotsam and Jetsam.

## Program koncertów z Cliffem Burtonem
1. „Battery”
2. „Master of Puppets”
3. „For Whom the Bell Tolls”
4. „Ride the Lightning”
5. „Welcome Home (Sanitarium)”
6. „Seek & Destroy”
7. „Creeping Death”
8. „Am I Evil?” (cover Diamond Head)
9. „Damage.  Inc."

## Program koncertów z Jasonem Newstedem
1. „Battery”
2. „Master of Puppets”
3. „For Whom the Bell Tolls”
4. „Welcome Home (Sanitarium)”
5. „Ride the Lightning”
6. Bass Solo
7. „Whiplash”
8. „The Thing That Should Not Be”
9. „Fade to Black”
10. „Seek & Destroy”
11. „Creeping Death”
12. „The Four Horsemen”
13. Guitar Solo
14. „Am I Evil?” (cover Diamond Head)
15. „Damage Inc.”
16. „Fight Fire with Fire”
17. „Blitzkrieg” (cover Blitzkrieg)

## Koncerty z Cliffem Burtonem

### Ameryka Północna – część 1
1. 27 marca 1986 – Valley Center, Kansas, USA – Kansas Coliseum
2. 29 marca 1986 – Oklahoma City, Oklahoma, USA – Fairgrounds Arena
3. 1 kwietnia 1986 – Kansas City, Missouri, USA – Kemper Arena
4. 2 kwietnia 1986 – St. Louis, Missouri, USA – Kiel Auditorium
5. 4 kwietnia 1986 – Detroit, Michigan, USA – Joe Louis Arena
6. 5 kwietnia 1986 – Chicago, Illinois, USA – Chicago Pavillion
7. 6 kwietnia 1986 – Milwaukee, Wisconsin, USA – MECCA Arena
8. 7 kwietnia 1986 – Indianapolis, Indiana, USA – Market Square Arena
9. 9 kwietnia 1986 – Richfield, Ohio, USA – Richfield Coliseum
10. 10 kwietnia 1986 – Erie, Pensylwania, USA – Civic Center
11. 12 kwietnia 1986 – Johnstown, Pensylwania, USA – War Memorial
12. 13 kwietnia 1986 – Syracuse, Nowy Jork, USA – War Memorial
13. 14 kwietnia 1986 – Rochester, Nowy Jork, USA – War Memorial
14. 16 kwietnia 1986 – Landover, Maryland, USA – Capital Centre
15. 17 kwietnia 1986 – Binghamton, Nowy Jork, USA – Broome County Arena
16. 18 kwietnia 1986 – Bethlehem, Pensylwania, USA – Stabler Arena
17. 20 kwietnia 1986 – Filadelfia, Pensylwania, USA – The Spectrum
18. 21 kwietnia 1986 – East Rutherford, New Jersey, USA – Brendan Byrne Arena
19. 23 kwietnia 1986 – Providence, Rhode Island, USA – Providence Civic Center
20. 24 kwietnia 1986 – New Haven, Connecticut, USA – New Haven Coliseum
21. 25 kwietnia 1986 – Worcester, Massachusetts, USA – DCU Center
22. 27 kwietnia 1986 – Glens Falls, Nowy Jork, USA – Glens Falls Civic Center
23. 28 kwietnia 1986 – Uniondale, Nowy Jork, USA – Nassau Coliseum
24. 2 maja 1986 – Johnson City, Tennessee, USA – Freedom Hall
25. 3 maja 1986 – Charlotte, Karolina Północna, USA – Charlotte Coliseum
26. 4 maja 1986 – Memphis, Tennessee, USA – Mid-South Coliseum
27. 6 maja 1986 – Nowy Orlean, Luizjana, USA – Lakefront Arena
28. 8 maja 1986 – Austin, Teksas, USA – Frank Erwin Center
29. 9 maja 1986 – Houston, Teksas, USA – The Summit
30. 10 maja 1986 – Fort Worth, Teksas, USA – Tarrant County Coliseum
31. 12 maja 1986 – El Paso, Teksas, USA – El Paso County Coliseum
32. 13 maja 1986 – Albuquerque, Nowy Meksyk, USA – Tingley Coliseum
33. 15 maja 1986 – Denver, Kolorado, USA – Mc Nichols Arena
34. 17 maja 1986 – Salt Lake City, Utah, USA – Salt Palace
35. 19 maja 1986 – Tucson, Arizona, USA – Community Center Arena
36. 20 maja 1986 – Phoenix, Arizona, USA – Arizona Veterans Memorial Coliseum
37. 23 maja 1986 – Tulsa, Oklahoma, USA – Cain’s Ballroom
38. 24 maja 1986 – Cape Girardeau, Missouri, USA – Arena Building
39. 25 maja 1986 – Chicago, Illinois, USA – Aragon Ballroom
40. 26 maja 1986 – Des Moines, Iowa, USA – Iowa State Fair
41. 28 maja 1986 – Minneapolis, Minnesota, USA – The Historic Orpheum Theatre
42. 29 maja 1986 – Eau Claire, Wisconsin, USA – Old Mil Expo Center
43. 30 maja 1986 – Davenport, Iowa, USA – The Col Ballroom
44. 31 maja 1986 – Decatur, Illinois, USA – Decatur Civic Center
45. 1 czerwca 1986 – Omaha, Nebraska, USA – Peony Park
46. 3 czerwca 1986 – Dallas, Teksas, USA – Bronco Bowl
47. 5 czerwca 1986 – McAllen, Teksas, USA – Villa Real
48. 6 czerwca 1986 – San Antonio, Teksas, USA – Majestic Theatre
49. 7 czerwca 1986 – Odessa, Teksas, USA – Ector County Coliseum
50. 10 czerwca 1986 – San Diego, Kalifornia, USA – San Diego Sports Arena
51. 11 czerwca 1986 – Las Vegas, Nevada, USA – Thomas & Mack Center
52. 13 czerwca 1986 – Long Beach, Kalifornia, USA – Long Beach Arena
53. 14 czerwca 1986 – Long Beach, Kalifornia, USA – Long Beach Arena
54. 15 czerwca 1986 – Long Beach, Kalifornia, USA – Long Beach Arena
55. 17 czerwca 1986 – San Francisco, Kalifornia, USA – Cow Palace
56. 18 czerwca 1986 – Sacramento, Kalifornia, USA – Cal Expo Amphitheatre

### Festiwale europejskie
1. 5 lipca 1986 – Pihtipudas, Finlandia – Saapasjapalrock
2. 6 lipca 1986 – Roskilde, Dania – Roskilde Festival

### Ameryka Północna – część 2
1. 11 lipca 1986 – Green Bay, Wisconsin, USA – Brown County Veterans Memorial Arena
2. 12 lipca 1986 – East Troy, Wisconsin, USA – Alpine Valley
3. 13 lipca 1986 – Hoffman Estates, Illinois, USA – Poplar Creek Music Center
4. 15 lipca 1986 – Peoria, Illinois, USA – Civic Center
5. 16 lipca 1986 – Fort Wayne, Indiana, USA – Allen County War Memorial Coliseum
6. 17 lipca 1986 – Columbus, Ohio, USA – Battele Hall
7. 19 lipca 1986 – Battle Creek, Michigan, USA – Kellogg Arena
8. 20 lipca 1986 – Saginaw, Michigan, USA – Wendler Arena
9. 21 lipca 1986 – Clarkston, Michigan, USA – Pineknob Music Theater
10. 24 lipca 1986 – Cincinnati, Ohio, USA – Riverbend Music Center
11. 25 lipca 1986 – Louisville, Kentucky, USA – Kentucky Fairgrounds
12. 26 lipca 1986 – Evansville, Indiana, USA – Mesker Amphitheatre
13. 27 lipca 1986 – Nashville, Tennessee, USA – Municipal Auditorium
14. 29 lipca 1986 – Chattanooga, Tennessee, USA – UTC Arena
15. 30 lipca 1986 – Knoxville, Tennessee, USA – Civic Coliseum
16. 1 sierpnia 1986 – Charleston, Wirginia Zachodnia, USA – Charleston Civic Center
17. 2 sierpnia 1986 – Columbia, Maryland, USA – Merriweather Post Pavillion
18. 3 sierpnia 1986 – Hampton, Wirginia, USA – Hampton Coliseum

### Europa - część 1
1. 10 września 1986 – Cardiff, Walia – St. David’s Hall
2. 11 września 1986 – Bradford, Anglia – St. George’s Hall
3. 12 września 1986 – Edynburg, Szkocja – Edinburgh Playhouse
4. 14 września 1986 – Dublin, Irlandia – SFX City Theatre
5. 15 września 1986 – Belfast, Irlandia Północna – Ulster Hall
6. 17 września 1986 – Manchester, Anglia – The Apollo
7. 18 września 1986 – Sheffield, Anglia – Sheffield City Hall
8. 19 września 1986 – Newcastle, Anglia – Mayfair Ballroom
9. 20 września 1986 – Birmingham, Anglia – The Odeon
10. 21 września 1986 – Londyn, Anglia – Hammersmith Odeon
11. 24 września 1986 – Lund, Szwecja – Olympen
12. 25 września 1986 – Oslo, Norwegia – Skedsmohallen
13. 26 września 1986 – Sztokholm, Szwecja – Solnahallen

## Koncerty z Jasonem Newstedem

### Debiut Jasona
1. 8 listopada 1986 – Reseda, Kalifornia, USA – Country Club
2. 9 listopada 1986 – Anaheim, Kalifornia, USA – Jezabelle's

### Japonia
1. 15 listopada 1986 – Tokio, Japonia – Shibuya Kokaido
2. 17 listopada 1986 – Nagoja, Japonia – Kinro Kaikan
3. 18 listopada 1986 – Osaka, Japonia - Festival Hall
4. 19 listopada 1986 – Tokio, Japonia – Sun Plaza Hall
5. 20 listopada 1986 – Tokio, Japonia - Sun Plaza Hall

### Ameryka Północna – część 3
1. 28 listopada 1986 – Poughkeepsie, Nowy Jork, USA – Mid Hudson Civic Center
2. 29 listopada 1986 – Passaic, New Jersey, USA – Capitol Theatre
3. 30 listopada 1986 – West Hartford, Connecticut, USA – West Harfoord Ballroom
4. 1 grudnia 1986 – Nowy Jork, Nowy Jork, USA – Felt Forum
5. 3 grudnia 1986 – Verdun, Quebec, Kanada – Verdun Auditorium
6. 4 grudnia 1986 – Chicoutimi, Quebec, Kanada – Centre Georges-Vézina
7. 5 grudnia 1986 – Quebec, Quebec, Kanada – Pavillion de la Jeunesse
8. 6 grudnia 1986 – Rimouski, Quebec, Kanada – Colisée de Rimouski
9. 7 grudnia 1986 – Victoriaville, Quebec, Kanada – Colisée Victoriaville
10. 9 grudnia 1986 – Toronto, Ontario, Kanada – Maple Leaf Gardens
11. 10 grudnia 1986 – Sudbury, Ontario, Kanada – Sudbury Arena
12. 13 grudnia 1986 – Winnipeg, Manitoba, Kanada – Playhouse Theater
13. 14 grudnia 1986 – Regina, Saskatchewan, Kanada – Center of the Arts
14. 15 grudnia 1986 – Saskatoon, Saskatchewan, Kanada – Saskatoon Arena
15. 16 grudnia 1986 – Edmonton, Alberta, Kanada – Convention Center
16. 17 grudnia 1986 – Calgary, Alberta, Kanada – Max Bell Centre
17. 19 grudnia 1986 – Vancouver, Kolumbia Brytyjska, Kanada – Pacific Coliseum
18. 20 grudnia 1986 – Seattle, Waszyngton, USA – Seattle Center Coliseum

### Europa - część 2
1. 8 stycznia 1987 – Kopenhaga, Dania – Falkoner Theater
2. 9 stycznia 1987 – Holstebro, Dania – Holstebrohallen
3. 10 stycznia 1987 – Göteborg, Szwecja – Liseberghall
4. 12 stycznia 1987 – Osnabrück, Niemcy – Hall Gartlage
5. 14 stycznia 1987 – Lyon, Francja – La Bourse du Travail
6. 16 stycznia 1987 – Bordeaux, Francja – Grand Parc
7. 17 stycznia 1987 – Barcelona, Hiszpania – Palau dels Esports
8. 18 stycznia 1987 – Madryt, Hiszpania – Real Madrid Pabellon
9. 20 stycznia 1987 – Nicea, Francja – Théătre de Venue
10. 21 stycznia 1987 – Mediolan, Włochy – Palatrussardi
11. 23 stycznia 1987 – Monachium, Niemcy – Deustches Museum
12. 24 stycznia 1987 – Stuttgart, Niemcy – Boblingen Halle
13. 25 stycznia 1987 – Essen, Niemcy – Grugahalle
14. 27 stycznia 1987 – Hamburg, Niemcy – Maimarkthalle
15. 29 stycznia 1987 – Frankfurt, Niemcy – Offenbach Stadthalle
16. 30 stycznia 1987 – Ludwigshafen, Niemcy – Friedrich Eberthalle
17. 31 stycznia 1987 – Norymberga, Niemcy – Hemmerleinhalle
18. 1 lutego 1987 – Zurych, Szwajcaria – Sportzentrum
19. 3 lutego 1987 – Strasburg, Francja – Tivoli
20. 4 lutego 1987 – Clermont-Ferrand, Francja – Mais du Peuple
21. 5 lutego 1987 – Paryż, Francja – Le Zénith
22. 7 lutego 1987 – Bruksela, Belgia – Forest National
23. 8 lutego 1987 – Zwolle, Holandia – Aardshock Festival
24. 10 lutego 1987 – Katowice, Polska – Spodek
25. 11 lutego 1987 – Katowice, Polska - Spodek
26. 13 lutego 1987 – Göteborg, Szwecja – Frölundaborg

## Muzycy w 1986
- James Hetfield – wokal prowadzący, gitara rytmiczna
- Kirk Hammett – gitara prowadząca
- Cliff Burton – gitara basowa, chórki
- Lars Ulrich – perkusja

## Muzycy w 1987
- James Hetfield – wokal prowadzący, gitara rytmiczna
- Kirk Hammett – gitara prowadząca
- Jason Newsted – gitara basowa, chórki
- Lars Ulrich – perkusja

źródło: www.overkill.pl - (oficjalna strona polskiego fan klubu zespołu Metallica)